# Nowa Wieś Kętrzyńska
Nowa Wieś Kętrzyńska (niem. Neuendorf) – wieś w Polsce położona w województwie warmińsko-mazurskim, w powiecie kętrzyńskim, w gminie Kętrzyn.
Do 1954 w granicach Kętrzyna. W latach 1975–1998 miejscowość administracyjnie należała do województwa olsztyńskiego.
Graniczy bezpośrednio z Kętrzynem. Wieś coraz szybciej przekształca się w południowe przedmieście Kętrzyna.
Nowa Wieś jest jedną z większych miejscowości w Gminie Kętrzyn.

## Historia
Wieś czynszowa na prawie chełmińskim lokowana w roku 1372 na obszarze 31 włók. Trzy włóki uprawiali zagrodnicy z Kętrzyna płacąc 16 skojców i 2 kury z włóki.
W 1818 roku wieś miała 25 domów i 183 mieszkańców. Wieś traciła na znaczeniu, gdyż w maju 1939 roku zamieszkiwało ją tylko 96 osób. W 1970 roku we wsi mieszkały 492 osoby, w  2000 we wsi było 320 mieszkańców, zaś na koniec 2009 roku 326 osób.
Po drugiej wojnie światowej, w roku 1949 zorganizowano tu przedszkole (obecnie nieistniejące), jedno z pierwszych w Kętrzyńskim. W części pomieszczeń przedszkola w chwili obecnej znajduje się świetlica wiejska, zaś pozostałe pomieszczenia zostały przekształcone w lokal mieszkalny.
Od 1973 roku Nowa Wieś Kętrzyńska jest sołectwem należącym do Gminy Kętrzyn. W skład sołectwa Nowa Wieś Kętrzyńska wchodzą miejscowości: Nowa Wieś Kętrzyńska, Brzeźnica, Nowa Wieś Mała.
W latach 1826–1832 dojeżdżający do wsi kapłani odprawiali nabożeństwa w języku polskim. Wieś od początku od początku istnienia należała do parafii św Jerzego, obecnie Bazylika świętego Jerzego.
8 listopada 1990 roku oddano do użytku cmentarz komunalny. Dzięki temu utworzono komunikację miejską na trasie Kętrzyn - Nowa Wieś Kętrzyńska - Cmentarz.
W roku 2009 wyremontowano drogę powiatową biegnącą przez wieś, modernizacja tej drogi przyczyniła się  do podniesienia bezpieczeństwa mieszkańców oraz osób uczęszczających tę trasę do cmentarza, wzdłuż całej trasy położony jest chodnik oraz ulepszono oświetlenie.
W centrum wsi znajduje się stawek przeciw pożarowy, plac zabaw, boisko do piłki siatkowej.

## Komunikacja
Autobusowa komunikacja miejska linia numer 2 do Osiedla Piastowskiego o godzinie 9,52 10,37 i 16,17 oraz w sobotę 10,02 10,52 13,37 i  14,22
Nowa Wieś Kętrzyńska leży na trasie (zlikwidowanej) linii kolejki wąskotorowej do Rynu.

## Gospodarka
- Sklep spożywczo-przemysłowy
- Pracownia artystyczna
- Warsztat samochodowy
- Firma transportowa
- Usługi budowlane
- Zakład usługowy
- Pracownia plastyczna